# SGI Indy

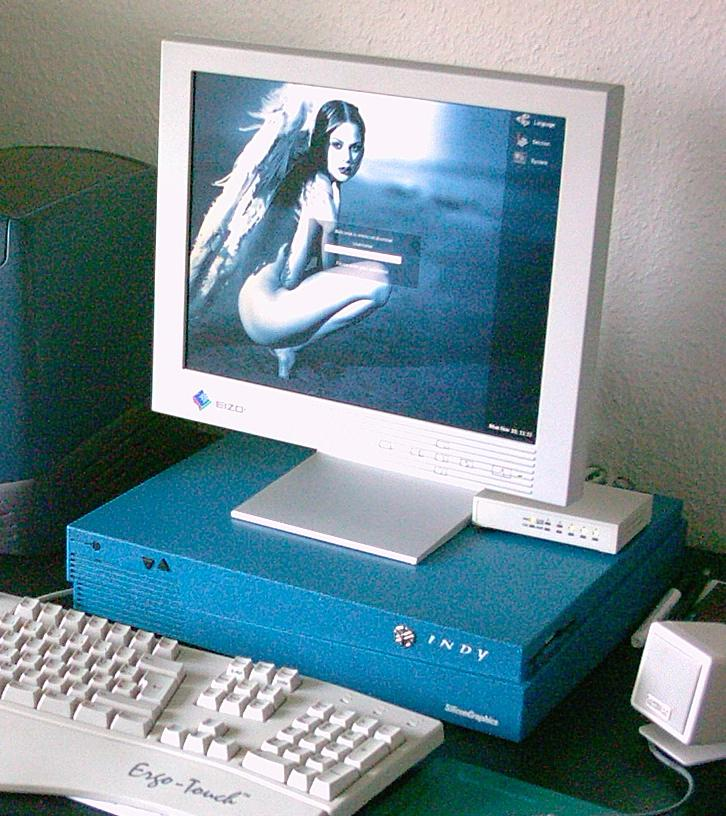
SGI Indy

Indy (кодовое имя «Guinness») — недорогая рабочая станция от Silicon Graphics, созданная 12 июля 1993 для конкурирования на рынке САПР, где доминировали другие производители рабочих станций, а также на рынках компьютерной вёрстки и мультимедиа, на которых доминировала Apple Computer. Indy снята с производства 30 июня 1997, с окончанием поддержки 31 декабря 2011.

## Особенности

### Операционная система
Первые версии Indy имели 16 МБ оперативной памяти. IRIX 5.1, первая операционная система Indy, не использовала всех преимуществ нового оборудования из-за неправильной работы с памятью. Объём памяти был увеличен до 32 МБ, а в последующих версиях IRIX проблемы с памятью были устранены. Последняя версия IRIX для Indy — 6.5.22.

### Процессоры
Материнская плата Indy имеет один разъём для процессорных модулей. Первые Indy имели микропроцессор 100 МГц MIPS R4000PC, который быстро признали малопригодным. Для низшего ценового сегмента Indy снабжалась процессором MIPS R4400 и Quantum Effect Devices (QED) R4600. R4600 имел впечатляющую производительность на целочисленных операциях и низкую производительность на вычислениях с плавающей точкой. Это, однако, не стало проблемой, так как система в целом не была рассчитана на работу с такими приложениями.
Indy стала первой рабочей станцией от SGI, использующей микропроцессор QED R5000.

### Графика
Для Indy существовало три графические подсистемы: 8-бит XL, 24-бит XL, and 24-бит XZ. Каждая поддерживала максимальное разрешение 1280 × 1024 с частотой обновления 76 Гц и имела соединение DB13W3.

## SGI Challenge S

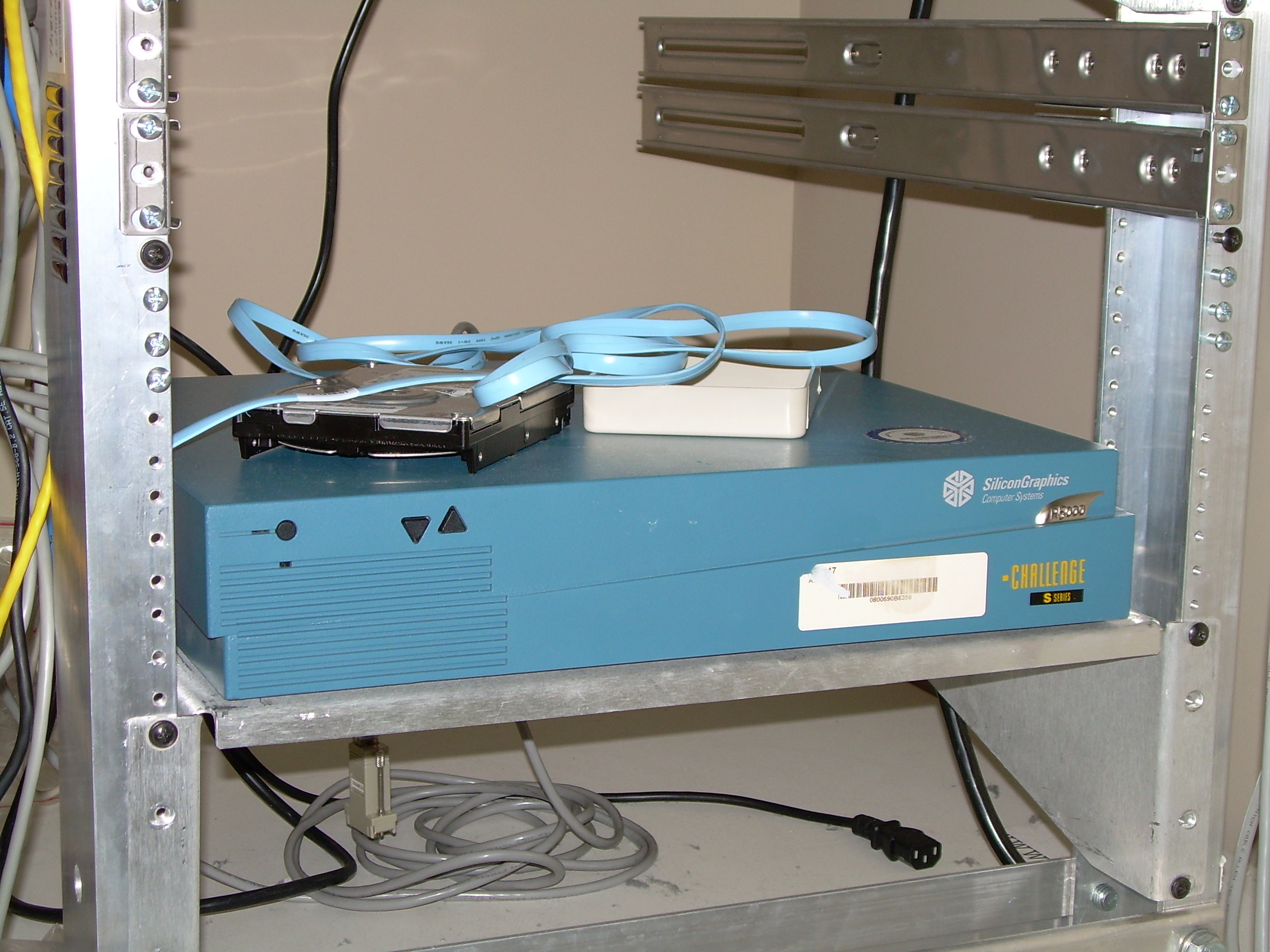
SGI Challenge S

SGI выпустила вариант Indy для рынка серверов начального уровня. Сервер SGI Challenge S имел корпус и материнскую плату, идентичные Indy, но без графической и звуковой карт.